# Margueron
Margueron település Franciaországban, Gironde megyében. Lakosainak száma 373 fő (2022. január 1.). Margueron Ligueux, Monestier, Les Lèves-et-Thoumeyragues, Riocaud, La Roquille, Loubès-Bernac és Villeneuve-de-Duras községekkel határos.

## Népesség
A település népességének változása:
| Lakosok száma | 361  | 397  | 380  | 404  | 350  | 363  | 397  | 393  | 390  | 373  |
|               | 1968 | 1982 | 1990 | 2006 | 2013 | 2015 | 2017 | 2019 | 2020 | 2022 |